# Icaro (Gemelli DiVersi)
Icaro è un singolo dei Gemelli DiVersi, pubblicato il 3 settembre 2007. È il secondo estratto dall'album BOOM!.

## Il disco
Il tema principale del videoclip parla della forza di rialzarsi subito dopo che si cade. Il protagonista del singolo è appunto Icaro, personaggio alato della mitologia greca.